# John Carleton
Pour les articles homonymes, voir John Carleton (combiné nordique) et Carleton.
John Carleton, est né le 24 novembre 1955 à Orrell (Angleterre). C’est un ancien joueur de rugby à XV, qui a joué avec l'équipe d'Angleterre de 1979 à 1984 évoluant au poste d'ailier. 
Il a participé au Grand Chelem en rugby de l'Angleterre en 1980 (4 matchs disputés), il inscrit 4 essais en tout.
Surtout, il inscrit un coup du chapeau (hat-trick) lors de la victoire le 15 mars 1980 contre l'Écosse : 3 essais donc, exploit peu courant dans le Tournoi. 
Il est le premier Anglais à le réaliser depuis 56 ans... 
Il a eu le grand honneur d'avoir été sélectionné à six reprises avec les Lions Britanniques en Nouvelle-Zélande lors de l'année 1983, et en Afrique du Sud lors de la tournée de l'année 1980.

## Carrière

### En équipe nationale
Il a eu sa première cape internationale le 24 novembre 1979, à l’occasion d’un match contre l'équipe de Nouvelle-Zélande et il disputa sa dernière sélection en 1984, obtenant 26 capes internationales. 

## Palmarès

### Avec l'Angleterre
- 26 sélections avec l'équipe d'Angleterre dont 21 comme capitaine
- 28 points
- 7 essais
- Sélections par année : 1 en 1979, 4 en 1980, 6 en 1981, 5 en 1982, 5 en 1983, 5 en 1984.
- Tournois des Cinq Nations disputés : 1980, 1981, 1982, 1983, 1984.

- Vainqueur du tournoi 1980 (Grand Chelem).

### Avec lesLions britanniques
- 6 sélections avec les Lions britanniques
- Sélections par année : 3 en 1980 ( Afrique du Sud), 3 en 1983 ( Nouvelle-Zélande)